# تیمچه بزرگ قم
تیمچه بزرگ قم مربوط به دوره قاجار است و در قم، داخل راسته بازار واقع شده و این اثر در تاریخ ۱۱ مرداد ۱۳۷۶ با شمارهٔ ثبت ۱۹۰۲ به‌عنوان یکی از آثار ملی ایران به ثبت رسیده است. این تیمچه به عنوان یکی از بزرگ‌ترین سقف ضربی‌های ایران به‌شمار می‌آید. معماری این بنا توسط استاد معمار حسن قمی مشهور به معمارباشی در سال ۱۲۶۱ هجری خورشیدی طراحی و اجرا شد. متولی بنا سید محمود طباطبایی از تجار قم بوده که پدر سید حسین طباطبایی قمی می‌باشد. این سازه متشکل از دو طبقه با ۱۲ غرفه و دارای ارسیهایی بوده که بیشتر آنها از بین رفته‌اند. بالای حجره‌ها در زوایا مقرنس گچی انجام گرفته است. سقف تیمچه دارای سه چشمه است که قسمت وسطی دارای دهانه و ارتفاع ۱۵ متر است. گنبد از نوع عرق چینی و پوشش زیر آن شمسه کاری با اسلوب رسمی بندی و یزدی بندی است.

## نگارخانه

سقف تیمچه قم
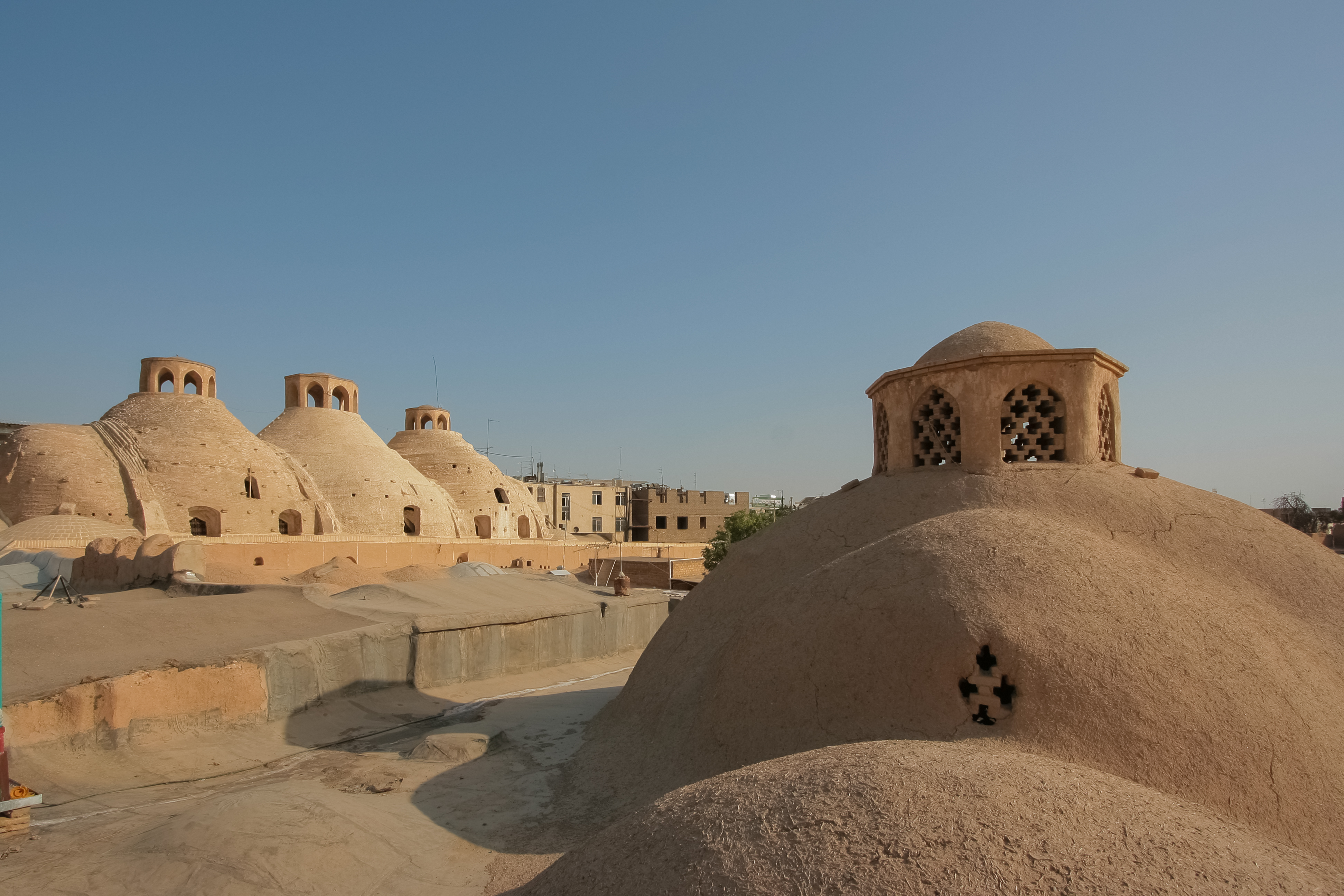
بام تیمچه قم
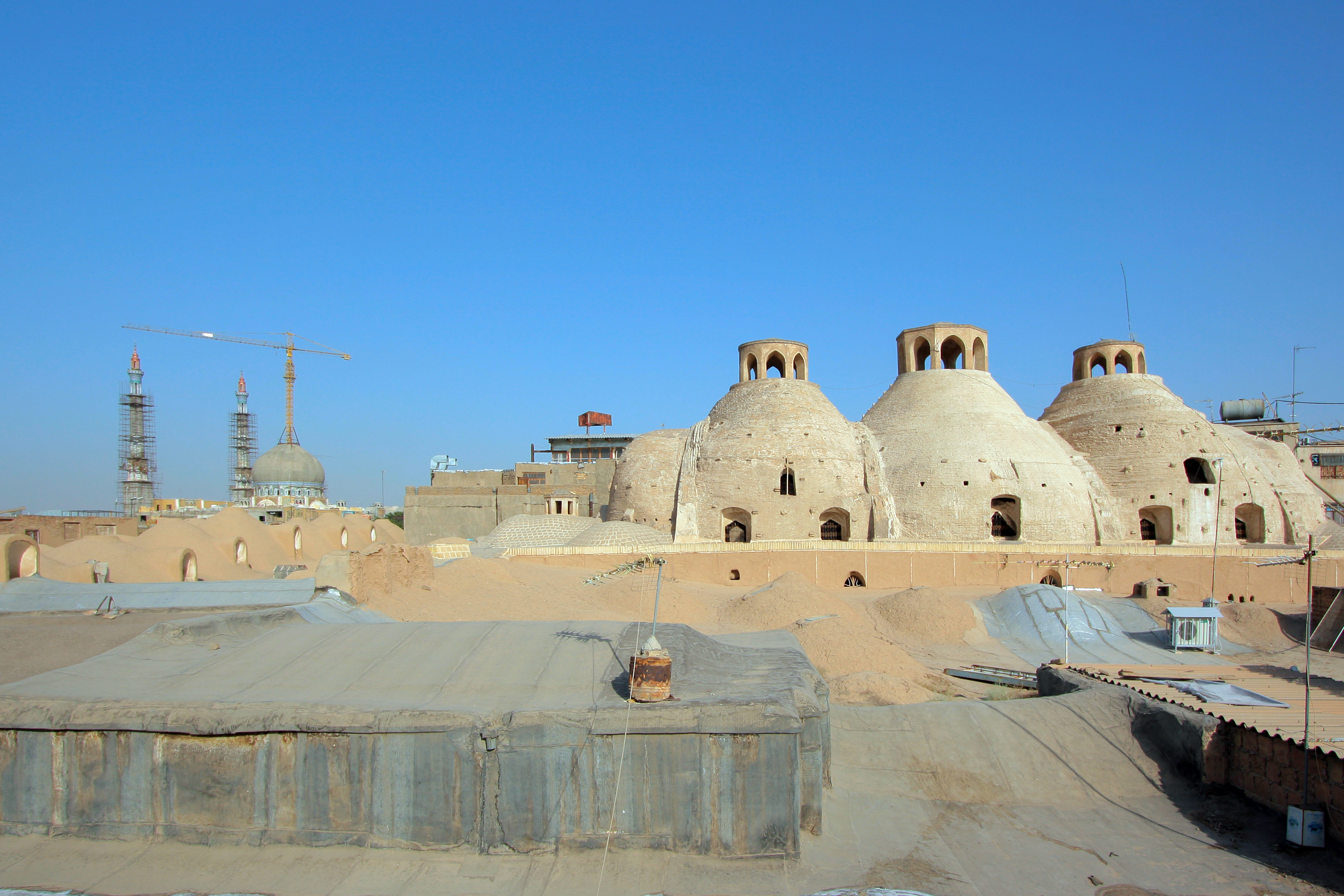
نمایی دیگر از سقف تیمچه در سال ۲۰۰۹ میلادی
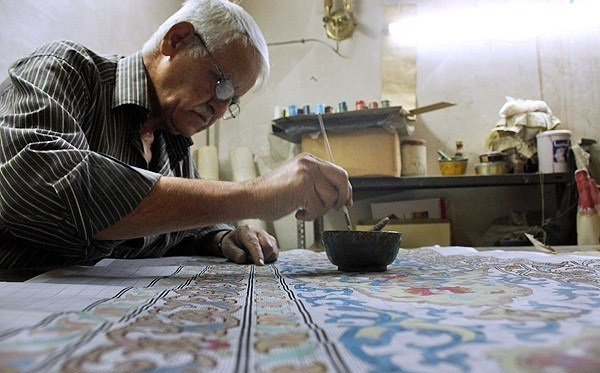
کارگاه مرمت فرش‌ها در تیمچه قم